# Dysstroma japonica
Dysstroma japonica là một loài bướm đêm trong họ Geometridae.